# Laemostenus kestelensis
Laemostenus kestelensis is een keversoort uit de familie van de loopkevers (Carabidae). De wetenschappelijke naam van de soort is voor het eerst geldig gepubliceerd in 2003 door Casale; Felix & Muilwijk.